# Zespół Pearsona
Zespół Pearsona, zespół szpikowo-trzustkowy Pearsona (ang. Pearson pancreas-marrow syndrome) – rzadka choroba mitochondrialna spowodowana delecjami w mitochondrialnym DNA. Zespół został opisany przez Hugh A. Pearsona i wsp. w 1979 roku.

## Objawy i przebieg
Objawy zespołu Pearsona przypominają zespół Shwachmana-Diamonda. Są to:
- niedokrwistość syderoblastyczna w pierwszych tygodniach życia
- zmienna neutropenia i trombocytopenia
- zaburzenia pracy trzustki
- cukrzyca
- atrofia kosmków jelitowych
- zaburzenia funkcji wątroby
- zaburzenia krzepnięcia krwi

Zazwyczaj prowadzi do śmierci w niemowlęctwie. U pacjentów którzy przeżyją w wieku dojrzewania mogą wystąpić objawy zespołu Kearnsa-Sayre’a.